# Hieracium alpinum
Espèce
Classification APG IV (2016)
Hieracium alpinum, l'Épervière des Alpes, est une espèce de plante à fleurs  du genre Hieracium et de la famille des Asteraceae.
C'est une plante herbacée.

## Liste des sous-espèces
Selon NCBI (20 nov. 2010) :
- sous-espèce Hieracium alpinum subsp. alpinum